# Jeanne de Batarnay
Jeanne de Batarnay, née vers 1480, est la fille d'Imbert de Batarnay, seigneur du Bouchage et de Montrésor, comte de Fesenzac, et de Georgette de Montchenu. Elle épouse en 1494 Jean de Poitiers, vicomte d'Estoile, seigneur de Saint-Vallier. Elle est la mère de Diane de Poitiers, favorite du roi de France Henri II. Elle meurt en 1516 à Sérignan.

## Biographie

### Un père puissant
Jeanne de Batarnay est sans doute née vers 1480. Son père, Imbert ou Ymbert de Batarnay, est un important conseiller des rois de France successifs (Louis XI, Charles VIII, Louis XII et François Ier) et connaît une ascension sociale forte. Son mariage avec Georgette de Montchenu, le 25 avril 1463, est un des éléments de ce parcours et lui permet de recevoir la seigneurie du Bouchage. Imbert de Batarnay et Georgette de Montchenu ont trois enfants : François de Batarnay (1465-1513), qui continue la famille, Jean de Batarnay (vers 1474-vers 1490)  et Jeanne de Batarnay. Jeanne de Batarnay s'insère ainsi dans un réseau de parenté développé, qui, par sa mère, va jusqu'à la famille des Stuart, famille royale d'Écosse.

### Une alliance importante
En 1490, Imbert de Batarnay conclut le mariage de sa fille Jeanne avec Jean de Poitiers, fils d'Aymar de Poitiers seigneur de Saint-Vallier. Il s'agit d'une des familles les plus importantes du Dauphiné et cette alliance, probablement préparée par Anne de Beaujeu et agréée par le roi Charles VIII, est profitable aux Batarnay. Le contrat de mariage est passé en mars 1490, à Lyon, mais le mariage lui-même n'a lieu qu'au plus tôt en 1494, compte-tenu du jeune âge des deux mariés. Jeanne reçoit alors de son père une dot considérable de 20 000 écus d'or, mais renonce à sa succession.
Jeanne de Batarnay met au monde au moins cinq enfants de son mari Jean de Poitiers :
- Guillaume de Sérignan de Poitiers, qui épouse en 1526 Claude de Miolans, succède en 1539 à son père à la tête de toutes ses seigneuries et décède en 1546 sans postérité[4] ;
- Diane de Poitiers (3 septembre 1499 ou le 9 janvier 1500- 26 avril 1566), qui épouse en 1515 Louis de Brézé, devient la maîtresse du roi Henri II et hérite de son frère[4] ;
- Anne de Poitiers (morte avant 1546) qui épouse en 1516 Antoine de Clermont en-Trêves[1] ;
- Philibert de Poitiers ;
- Françoise de Poitiers (née vers 1502) qui épouse en 1532 Antoine III de Clermont, gouverneur du Dauphiné, vicomte de Tallart[1].

### Une mort rapide
En 1516, à Sérignan, alors qu'elle célèbre les noces de sa fille Anne de Poitiers avec Antoine de Clermont, Jeanne de Batarnay tombe subitement malade et meurt peu de temps après. Le 10 mai 1516, Jacques de Beaune-Semblançay, fidèle de son père Imbert de Batarnay, informe ce dernier de ce malheur, avec des précautions révélatrices:

« Monsr, par ma derrenière lettre que je vous ay escripte, je vous fis savoir la grande et extreme maladie de Madame de Saint-Vallier vostre fille, dont m'avez fait responce que vous désirez bien d'entendre ce plaira à Dieu vous en donner. Monsr, il me deplait très fort de vous escripre chouse qui vous puisse donner ennuy, mais puisque m'avez ordonné de vous en escripre, me confiant de vostre bonne prudance dont tousjours avez usé, me fait donner la hardiesse de vous en escripre le tout à la vérité. Nostre Sgr l'a appelée et est trespassés à Sérignen et n'a duré que huit jours après les nopces de sa fille, dont elle print chault et froid. »

Son mari, Jean de Poitiers, meurt beaucoup plus tard, en 1539, après s'être remarié deux fois.